# Palizzi (famiglia)
I Palizzi (anche citati come Palici e Palizzolo) furono una famiglia molto potente della Sicilia del XII, XIII e XIV secolo. Di origine normanna, ricoprirono diverse cariche fra cui consiglieri reali e membri delle compagnie dei Bianchi di Monte San Giuliano e di Catania. Durante i regni di Pietro II d'Aragona (1337-1342) e di Ludovico suo figlio (1342-1355), i Palizzi guidarono con i Chiaramonte la fazione Latina che si opponeva a quella dei Catalani.

## Storia
Il celebre genealogista del XVII secolo, Filadelfo Mugnos, nel suo Teatro Genologico delle Famiglie nobili, titolate, feudatarie, riporta l'inizio della Famiglia con un Riccardo che fu condottiero della cavalleria del Duca Roberto il Guiscardo cioè l'Astuto, (Hauteville, 1015 ca. - Cefalonia, 17 luglio 1085) nella conquista normanna della Sicilia.
Il primo a portare questo cognome in Sicilia, fu Roberto, straticoto di Messina nel 1115. 
I Palizzi furono Signori di Tripi (ME), di Saponara (ME), Collesano e Ciminna. Politicamente "latini" furono spesso avversi alla corona aragonese di Sicilia e alle famiglie della nobiltà catalana, fra cui gli Alagona. La famiglia si estinse nel 1354 quando Matteo Palizzi venne assassinato nei tumulti di popolo a Messina.
Sempre citando Filadelfo Mugnos, è possibile analizzare alcuni particolari storici della famiglia Palizzi:

### Nicolò Palizzi
- Nicolò Palizzi, gran capitano sotto il Re Pietro III d'Aragona. Nicolò fu fra gli organizzatori delle difese di Messina mentre ne era Straticoto Bartolomeo Grifeo, durante l'assedio dell'armata angioina di Re Carlo I d'Angiò nel 1282. La città riuscì a resistere "e quindi ei salutato venne padre della patria" (Mugnos). Signore di Novara di Sicilia 1299.

### Vincilaguerra A Palizzi
- Vincilaguerra A Palizzi (? - 1305). Gran cancelliere del Regno, signore del casale di Cammarata 1303 e di Carsa di Cammarata 1298.
  - Cristoforo Palizzi (? - 1305). Figlio di Vinciguerra Palizzi.
  - Macalda Palizzi (? - ?). Figlia di Vinciguerra Palizzi. Moglie in prime nozze di Federico d'Antiochia, in seconde nozze di Sancio d'Aragona, figlio naturale del re Pietro III d'Aragona. Dal 1305 proprietaria del casale di Cammarata e di Cianciana.

### Damiano Palizzi
- Damiano Palizzi Gran cancelliere del Regno, Cappellano maggiore della Cappella reale, Protonotaro logoteta e Vicario generale del Regno nel 1340, conte d'Asaro e signore di Collesano 1337, esiliato e morto a Pisa nel 1348.

### Matteo Palizzi
- Matteo Palizzi, Conte di Novara di Sicilia nel 1337, signore dei casali di Butera 1350, Porta di Randazzo 1353, Caronia 1337 – 1340, Calsalnovo di Milazzo 1353, Montalbano Elicona 1350, Novara di Sicilia 1337, Santa Lucia del Mela 1353, Saponara, Tripi, Ciminna, Castelluccio di Noto, Churca di Palazzolo Acreide con la foresta del feudo di Donato nei territori di Castrogiovanni. Maestro razionale e Procuratore generale del Real Patrimonio, Vicario del Regno di Sicilia nel 1350 - insieme a Blasco II Alagona e Manfredi Chiaromonte.[3] Celebre per essere stato a capo della fazione latina, vincitrice contro quella catalana e che governò per qualche tempo sotto i reali aragonesi, Matteo fu assassinato insieme ad alcuni suoi familiari nei susseguenti tumulti popolari a Messina del 19 luglio 1353.
  - Margherita Alagona Palizzi seconda moglie di Matteo Palizzi, figlia di Giovanni Alagona. Signora dei feudi Palicio di Piazza Armerina e Casalnuovo di Milazzo 1354.

### Antonio Palizzi
- Antonio Palizzi, Canonico della cattedrale di Messina e che alla morte del padre, il conte Matteo, prese possesso di tutti i beni paterni nel 1356.

### Francesco Palizzi
- Francesco Palizzi, conte di Capizzi, bandito nel 1356 per aver congiurato contro lo zio Matteo e reintegrato nello stesso anno. Signore dei casali di Cattaino di Bronte, Cerami, Bauso di Villafranca Tirrena, Calvaruso di Villafranca Tirrena, Mauroioanni di Roccavaldina, Pardizi di Roccavaldina, Rapano di Rometta, Rocca di Roccavaldina, San Piero Patti, Santa Lucia del Mela 1335, Rasinacchi, Sant'Andrea.

### Isabella Palizzi
Isabella Palizzi, moglie di Giovanni Alagona e madre di Beatrice Alagona. Signora di Novara di Sicilia 1356.
Il Villani ricorda i Palizzi nella sua Nuova Cronica, definendoli fra i più possenti di Messina e narra proprio i fatti di Messina e la fine della casata.

## Arma
Blasonatura: d'azzurro, a tre pali d'argento scorciati aguzzi di sopra e di sotto (in alcune versioni: sormontati da due stelle di argento di sei raggi). 

Elmo di nobile antico con lambrequini volanti d'azzurro e d'argento, lo scudo accollato da trofeo militare.

## Esponenti
- Lorenzo, capostipite del ramo cosiddetto Palizzolo e signore di Monte San Giuliano.
- Vinciguerra, fu signore di Cammarata (AG).
- Matteo, il più noto, Signore a Messina e Castrogiovanni.
- Antonio, Vescovo di Messina.